# 마계변
마계변(馬繼卞, 1574년 ~ ?)은 조선 중기의 문신이다. 본관은 장흥(長興), 자는 자승(子承)이다. 전라도 강진(康津) 출신이다.
1624년(인조 2)에 생원(生員)이 되었고, 1633년(인조 11) 식년 문과에 급제하였다. 관직은 성균관전적(成均館典籍)을 역임하였다.

## 가족 관계
- 아버지 : 마희조(馬希祚)